# Nino Baragli
Giovanni Baragli (* 1. Oktober 1925 in Rom; † 29. Mai 2013 ebenda) war ein italienischer Filmeditor.

## Leben
Baragli arbeitet seit 1949 als Editor und wirkte in dieser Funktion an mehr als 200 Filmen mit. In der Regel wird er in seinen Filmen mit seinem Diminutiv Nino aufgeführt. Bekanntheit erlangte er insbesondere durch die Zusammenarbeit mit dem italienischen Regisseur Sergio Leone, für dessen Filme Zwei glorreiche Halunken, Spiel mir das Lied vom Tod, Todesmelodie und Es war einmal in Amerika er den Schnitt ausführte.
Daneben arbeitete Baragli für längere Zeit auch mit dem italienischen Regisseur Federico Fellini zusammen und übernahm den Schnitt für fast alle Filme Pier Paolo Pasolinis.
Für seine Arbeit wurde Nino Baragli mit zwei David di Donatellos für den besten Schnitt in Mediterraneo und Turnè und einem Spezialpreis bei der Vergabe des Nastro d’Argento des SNGCI für sein Gesamtwerk ausgezeichnet.

## Filmografie (Auswahl)
- 1949: Der Weg ins Verderben (La strada buia)
- 1951: La paura fa 90
- 1952: Io, Amleto
- 1952: Mädchenhandel (La tratta delle bianche)
- 1956: Das Fenster zum Lunapark (La finestra sul Luna Park)
- 1957: Brennpunkt Tanger (Agguato a Tangeri)
- 1959: Wir von der Straße (La notte brava)
- 1960: Der Weg zurück (Tutti a casa)
- 1960: Die Schwedinnen (La Svedesi)
- 1960: Die lange Nacht von 43 (La lunga notte del ’43)
- 1960: Bel Antonio (Il bell’Antonio)
- 1960: Das Haus in der Via Roma (La viaccia)
- 1961: Accattone – Wer nie sein Brot mit Tränen aß (Accattone)
- 1962: La Commare Secca
- 1962: Mamma Roma
- 1962: Die schöne Ippolita (La bellezza di Ippolita)
- 1963: La Rabbia
- 1963: Herr Doktor, die Leiche lebt (Omicron)
- 1964: Das 1. Evangelium – Matthäus (Il Vangelo secondo Matteo)
- 1964: Liebe im Zwielicht (La fuga)
- 1965: Genosse Don Camillo (Il compagno Don Camillo)
- 1965: Mandragola (La mandragola)
- 1966: Große Vögel, kleine Vögel (Uccellacci e uccellini)
- 1966: Zwei glorreiche Halunken (Il buono, il brutto, il cattivo)
- 1966: Django
- 1966: Die Grausamen (I crudeli)
- 1966: Der Unverstandene (Incompreso (vita col figlio))
- 1966: Das Superding der 7 goldenen Männer (Il grande colpo dei 7 uomini d’oro)
- 1967: Das älteste Gewerbe der Welt (Le plus vieux métier du monde)
- 1967: Blaue Bohnen für ein Halleluja (Little Rita nel West)
- 1967: Edipo Re – Bett der Gewalt (Edipo Re)
- 1967: Eine Kugel für Mac Gregor (7 donne per i Mac Gregor)
- 1967: Top Job (Ad ogni costo)
- 1968: Spiel mir das Lied vom Tod (C’era una volta il West)
- 1969: Fräulein Doktor
- 1969: Medea
- 1970: Brutale Stadt (Città violenta)
- 1970: I cannibali
- 1971: Decameron (Il Decameron)
- 1971: Sacco und Vanzetti (Sacco e Vanzetti)
- 1971: Todesmelodie (Giù la testa)
- 1972: Pasolinis tolldreiste Geschichten (I racconti di Canterbury)
- 1972: Pinocchio (Le avventure di Pinocchio) (Fernseh-Miniserie)
- 1972: Providenza! – Mausefalle für zwei schräge Vögel (La vita a volte è molto dura, vero Provvidenza?)
- 1973: Mein Name ist Nobody (Il mio nome è Nessuno)
- 1974: Erotische Geschichten aus 1001 Nacht (Il fiore delle mille e una notte)
- 1975: Die 120 Tage von Sodom (Salò o le 120 giornate di Sodoma)
- 1975: Lucky Johnny (Arde baby, arde)
- 1975: Nobody ist der Größte (Un genio, due compari, un pollo)
- 1977: Strandgeflüster (Casotto)
- 1978: Die nackte Bourgeoisie (Ritratto di borghesia in nero)
- 1978: Stau (L’ingorgo – una storia impossibile)
- 1978: Leidenschaftliche Blümchen
- 1979: Caligula (Caligola)
- 1983: Copkiller
- 1984: Es war einmal in Amerika (Once Upon a Time in America)
- 1987: Seltsam, das Leben … (Strana la vita)
- 1994: Das Monster (Il mostro)
- 1994: Die Stimme des Mondes (La voce della luna)
- 1996: Geh, wohin Dein Herz Dich trägt (Va’ dove ti porta il cuore)